# Reserva de uso múltiple Valle Fértil

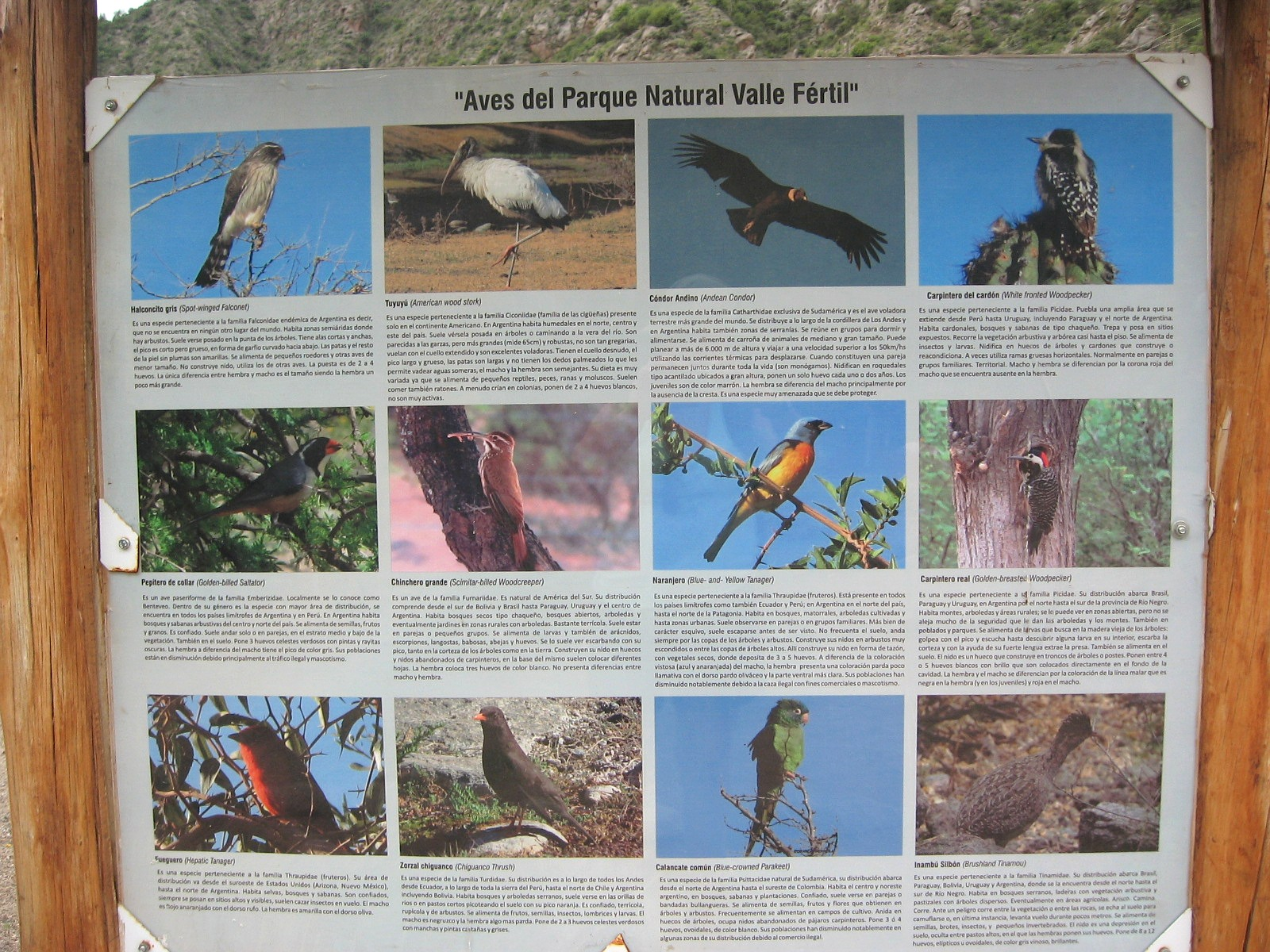
Cartel para la identificación de aves en la Reserva Valle Fértil

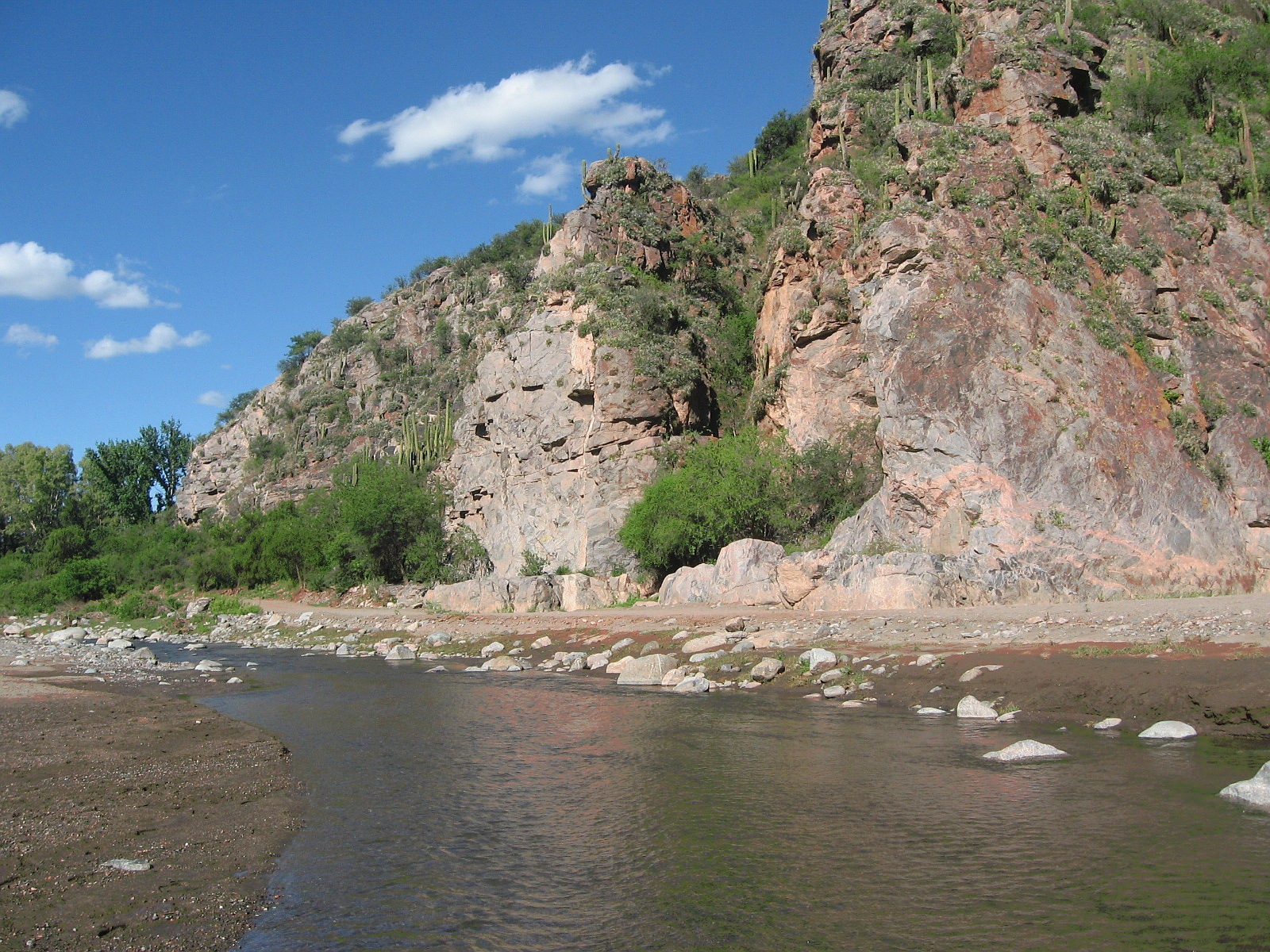
Camino hacia La Majadita

La Reserva de uso múltiple Valle Fértil es una área protegida de la provincia argentina de San Juan. Está ubicada en el centro este de la mencionada provincia . El área protegida abarca parte de la Travesía Ampacama, de la Sierra de Pie de Palo y de la Sierra de Valle Fértil y el pie de monte oriental de la Sierra de la Huerta. La reserva se extiende ocupando sectores de los departamentos de Valle Fértil, Caucete y Jáchal.
El límite oriental de la reserva es la Ruta Provincial N° 510 y el occidental es una línea imaginaria coincidente con el meridiano 68° O, por lo que dentro del área protegida se encuentran algunas de las localidades de mayor población del Departamento Valle Fértil, entre ellas su cabecera San Agustín de Valle Fértil, Astica, Usno que define el extremo noreste de la reserva, y otras menores pero de potencial turístico creciente como La Majadita, Las Tumanas y La Mesada entre otras.
La Reserva fue creada por la sanción de la  ley Provincial N.º 3666 en año 1971, con el objetivo de facilitar la realización de estudios y actividades de investigación científica y preservar las condiciones naturales de la región regulando el desarrollo turístico e impidiendo la realización de acciones nocivas para el medio ambiente.

## Flora y fauna
El área de la reserva está caracterizada por abundantes precipitaciones estacionales, lo que permite el desarrollo de una importante diversidad biológica.
La flora incluye pastizales, especies aromáticas y forestas con bosques serranos (cuatro especies de algarrobos criollo como el alpataco, algarroba; algarrobo blanco y algarrobo negro) así como olivos, eucaliptos  y diversos otros árboles frutales aclimatados. En la zona se pueden observar ejemplares de quebracho blanco, quebracho colorado, tala y mistol.
La flora se identifica con la vegetación de los montes y cardonales de la prepuna. A su vez, en las serranías se protege a la Ramorinoa girolae popularmente conocida como "chica".
En cuanto a la fauna incluye guanacos, pumas, iguanas coloradas, maras, pecaríes de collar, quirquinchos y ofidios como la lampalaguas, yararás, falsa coral y otras culebras menores.
Es especialmente destacable la gran cantidad de especies de aves que se encuentran en la región. Como objetivo de observación para los visitantes se proponen: halconcito gris, tuyuyú, cóndor andino, carpintero del cardón y  chinchero grande, dos de las 30 variedades de pájaros carpinteros que habitan en la Argentina, el carpintero real, una variedad de naranjero, el pepitero de collar, una subespecie de benteveo, fueguero o frutero colorado, el zorzal chiguanco, de la familia del zorzal colorado, calacante común y la “perdiz” inambú silbón.